# Marcellinus van Deventer
Marcellinus van Deventer eigenlijk Marchelm of Marchelmus (? - 762) preekte het Evangelie in Coevorden en Oldenzaal.

## Levensbeschrijving
De Angelsaks Marcellinus werd waarschijnlijk in zijn jeugd als slaaf naar Rome gevoerd. Daar ontmoette hij de Utrechtse bisschop Gregorius die hem bekeerde en meenam naar Nederland. Hij studeerde op de domschool te Utrecht en werkte na zijn priesterwijding onder de Friezen. Later werd hij de medewerker van de heilige Lebuïnus bij diens arbeid in de omgeving van Twente en Drenthe. Marcellinus schijnt vooral in Oldenzaal en Coevorden te hebben gewerkt. Ook zou hij samen met Lebuïnus, tussen 750 en 762, de Sint-Lambertuskerk in Heemse (bij Hardenberg) hebben gesticht.
Bij de inval van de Saksen ging hij terug naar Utrecht waar hij bewaker van de Sint-Salvatorkerk werd. Hij schijnt in Oldenzaal te zijn gestorven.

## Verering
De relieken van de heilige Marcellinus van Deventer worden, tezamen met die van de heilige Lebuïnus, te Deventer in een gouden schrijn bewaard. Zijn gedenkdag is in de bisdommen Utrecht en Haarlem-Amsterdam op 14 juli.